# Incidente del MV Morning Glory
El incidente del MV Morning Glory ocurrió en Libia en marzo de 2014, cuando el barco MV Morning Glory, con bandera norcoreana, intentó extraer de manera clandestina petróleo del puerto del Golfo de Sidra, que estaba en manos de los rebeldes de Ibrahim Jadran. La operación fue descubierta por las autoridades libias y el barco fue interceptado con la ayuda de los Estados Unidos, pero desembocó en una crisis política que hizo caer al Primer Ministro Alí Zeidan, el cual fue sustituido de manera interina por Abdullah al-Thani.

## Antecedentes
El Consejo Cirenaico de Transición es un grupo político que pretende la federalización de Libia y la autonomía de la región de Cirenaica, como medio para acelerar su progreso tras la guerra de Libia de 2011.
El 6 de noviembre de 2012 Abd-Rabbo al-Barassi fue nombrado jefe del Gobierno de Cirenaica con el apoyo del militar Ibrahim Jadran pero sin el consenso del gobierno central. El 11 de noviembre anunciaron la creación de su propia compañía petrolera, lo que deterioró aún más las relaciones con el Gobierno nacional.
En 2013, Jadran estableció el Bureau Político de Cirenaica, y tomó el control de los puertos del este, entre ellos Sidra, Ras Lanuf y Zueitina. En agosto de 2013, Jadran publicó la "Declaración de Ras Lanuf", en la que exigía el derecho de Cirenaica de "gobernar sus propios asuntos". Para octubre de 2013, la milicia de Jadran, las Fuerzas de Autodefensa de Cirenaica, ya contaban con 17.500 hombres.

## Acontecimientos
En marzo de 2014, el MV Morning Glory salió del puerto del Golfo de Sidra tras comprado a los rebeldes afines a Ibrahim Jadran 200 000 barriles de petróleo. La nave llevaba bandera norcoreana y su tripulación estaba compuesta por 3 militares y 21 marineros: seis paquistaníes (uno de ellos el capitán), seis indios, tres ceilandeses, dos sirios, dos sudaneses y dos eritreos.
El gobierno de Trípoli detectó el navío e intentó bloquearlo por mar, pero la nave logró escapar. No obstante, volvió a ser detectada por las autoridades de Chipre. Ante esa situación, el portavoz del Departamento de Estado de los Estados Unidos, Jen Psaki, anunció en un comunicado que el Morning Glory «había robado al pueblo libio» y que el petróleo pertenecía a la Compañía Nacional Libia de Petróleo y sus socios, incluyendo compañías estadounidenses: «Cualquier venta de petróleo sin la autorización de estas partes pone a sus compradores en peligro de afrontar la responsabilidad civil con multas y otras posibles sanciones en muchos ámbitos jurisdiccionales.»
Finalmente, el 16 de marzo de 2014, un grupo de SEALs, a bordo del destructor USS Roosevelt, alcanzó el Morning Glory y lo tomó sin necesidad de recurrir a la fuerza, escoltándolo de vuelta hasta Trípoli, donde fue entregado a las autoridades nacionales.

## Consecuencias políticas
El 11 de marzo de 2014, el primer ministro Alí Zeidan perdió el voto de confianza del parlamento tras no haber sido incapaz de impedir la venta de petróleo por parte de los rebeldes, con lo cual el ministro de Defensa, Abdullah al-Thani fue designado por el presidente Nuri Abu Sahmain como nuevo Primer ministro de Libia interino.
En julio de 2014 al-Thani logró negociar con los rebeldes cirenaicos, que entregaron el control de los puertos de Ras Lanuf y Sidra, poniendo así fin a las crisis petrolera de Libia.